# Controlling
Controlling – system sterowania przedsiębiorstwem zorientowanym na wynik, łączący w sobie jednocześnie zadania planowania – poprzez ustalenie celów przedsiębiorstwa, kontroli – porównaniem stanu faktycznego z zamierzeniami i kierowania – przeprowadzanie działań korygujących. Celem działania controllingu jest przygotowanie dla kadry kierowniczej informacji, metod i instrumentów umożliwiających podejmowanie skutecznych decyzji planistycznych i realizacyjnych na różnych poziomach zarządzania, a także koordynację oraz kontrolę przebiegu wszystkich procesów przedsiębiorstwa.
Controlling działa na pograniczu funkcji zarządczych i kontrolnych. Zadaniem menedżera jest prowadzenie działalności gospodarczej i ponoszenie odpowiedzialności za wyniki przedsiębiorstwa. Kontroler zaś koncentruje się na pomiarze i ocenie skutków działalności gospodarczej, będąc jednocześnie odpowiedzialnym za przejrzystość pomiarów. Część wspólną tych zadań tworzy controlling, który obejmuje ustalanie celów, planowanie, sterowanie w zakresie finansów i skuteczności ekonomicznej oraz kontrolę. Istotnym zadaniem controllingu jest scalenie zazwyczaj oderwanych od siebie czynności kontrolnych w jedną spójną całość.

## Miejsce controllingu w obszarach zarządzania i kontroli przedsiębiorstwem

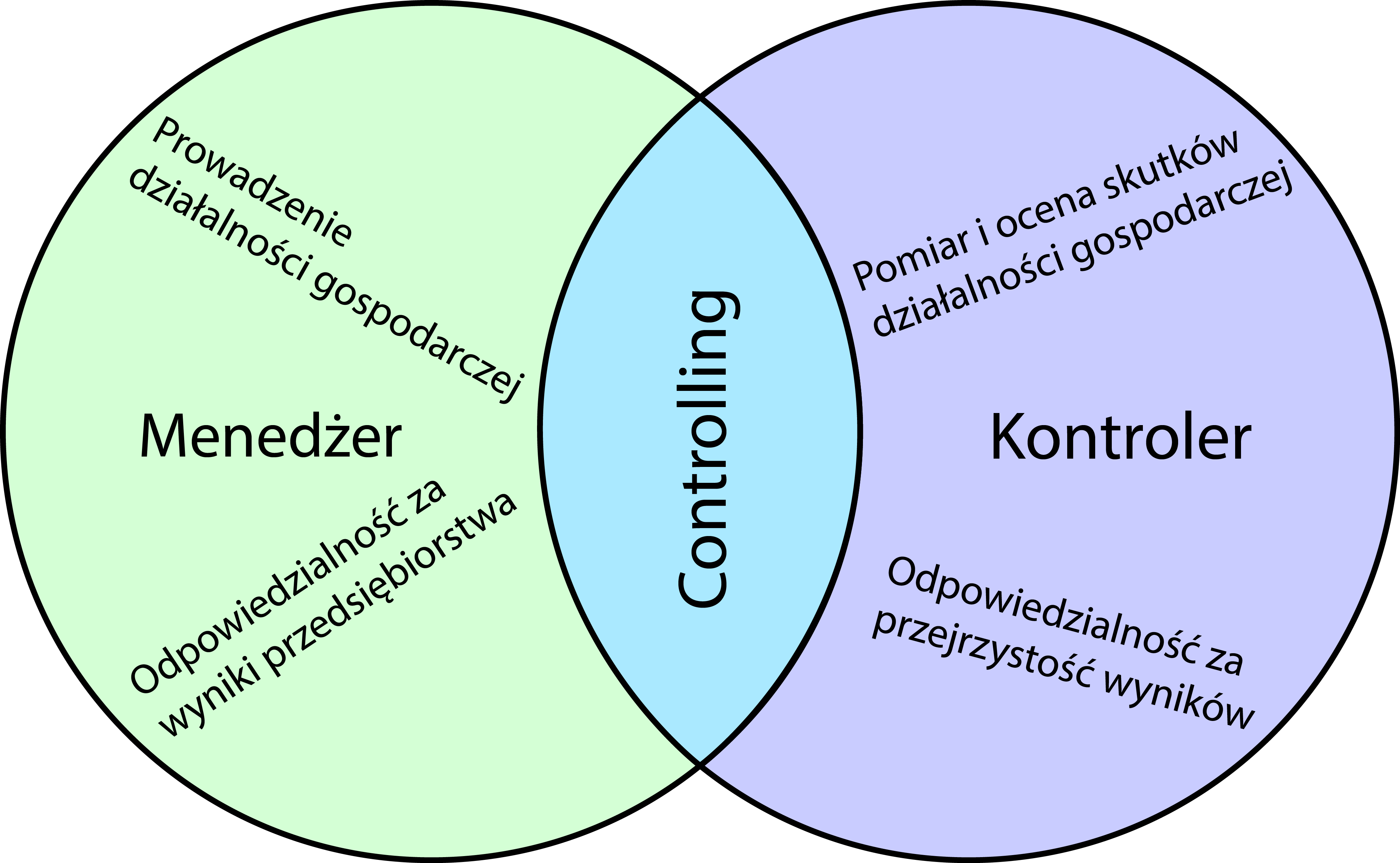
Miejsce controllingu w obszarach zarządzania i kontroli przedsiębiorstwem

Działanie controllingu polega na stałym monitorowaniu funkcjonowania przedsiębiorstwa pod kątem stopnia realizacji celów i dopasowania się przedsiębiorstwa do zmieniającego się otoczenia oraz przekazywaniu informacji zarządzającym o potrzebie podejmowania działań korygujących. Monitorowanie przedsiębiorstwa odbywa się za pośrednictwem dwóch mechanizmów: sprzężenia zwrotnego (feed-back) oraz sprzężenia wyprzedzającego (feed-forward).
Istotą sprzężenia zwrotnego jest porównywanie wartości planowanych z uzyskiwanymi, wraz z analizą odchyleń. Jednak sama świadomość istniejących odchyleń nie jest wystarczająca do podjęcia właściwych działań korygujących. Konieczna jest jeszcze znajomość zagrożeń, które mogą powstać jako efekt pojawiających się odchyleń (sprzężenie wyprzedzające). Dlatego po przeprowadzonej analizie odchyleń wprowadza się działania usprawniające dotychczasowe reguły postępowania przedsiębiorstwa, chroniąc tym samym przedsiębiorstwo przed kolejnymi niepowodzeniami. Tym samym bieżąca weryfikacja dotychczasowej realizacji celów przekłada się na poprawę warunków realizacji celów w dłuższym okresie. Istotą sprzężenia wyprzedzającego jest wykrywanie odchyleń wcześniej, w miarę możliwości jeszcze przed ich wystąpieniem. Oznacza to, że sposób myślenia nastawiony na sprzężenie zwrotne powinien rozwinąć się więc w sposób myślenia uwzględniający sprzężenie wyprzedzające, pozwalający przedsiębiorstwu skorygować dotychczasowy sposób działania i uniknąć porażki w przyszłości.

## Controlling strategiczny i controlling operatywny

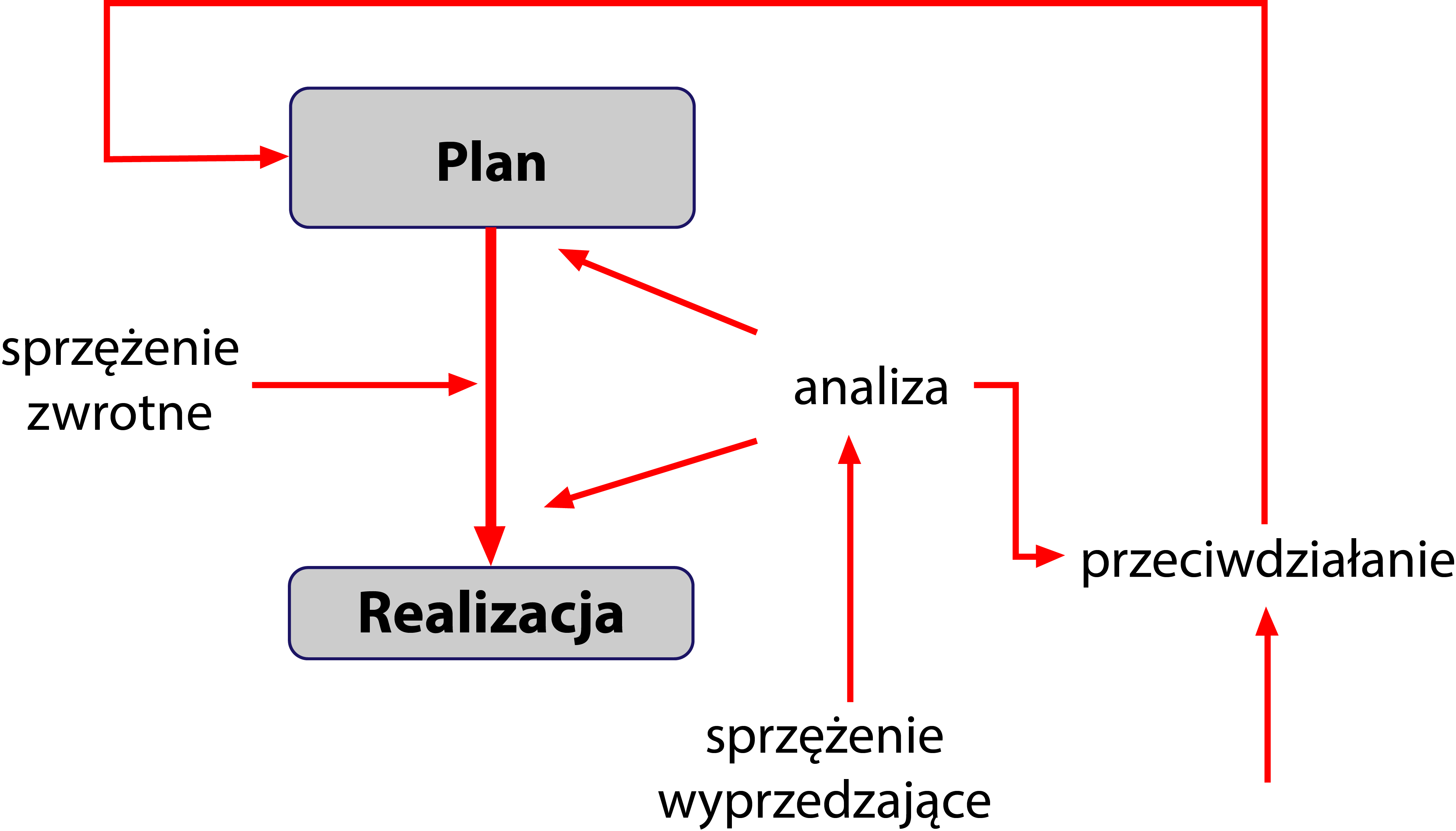
Mechanizmy controllingu – sprzężenie zwrotne i wyprzedzające

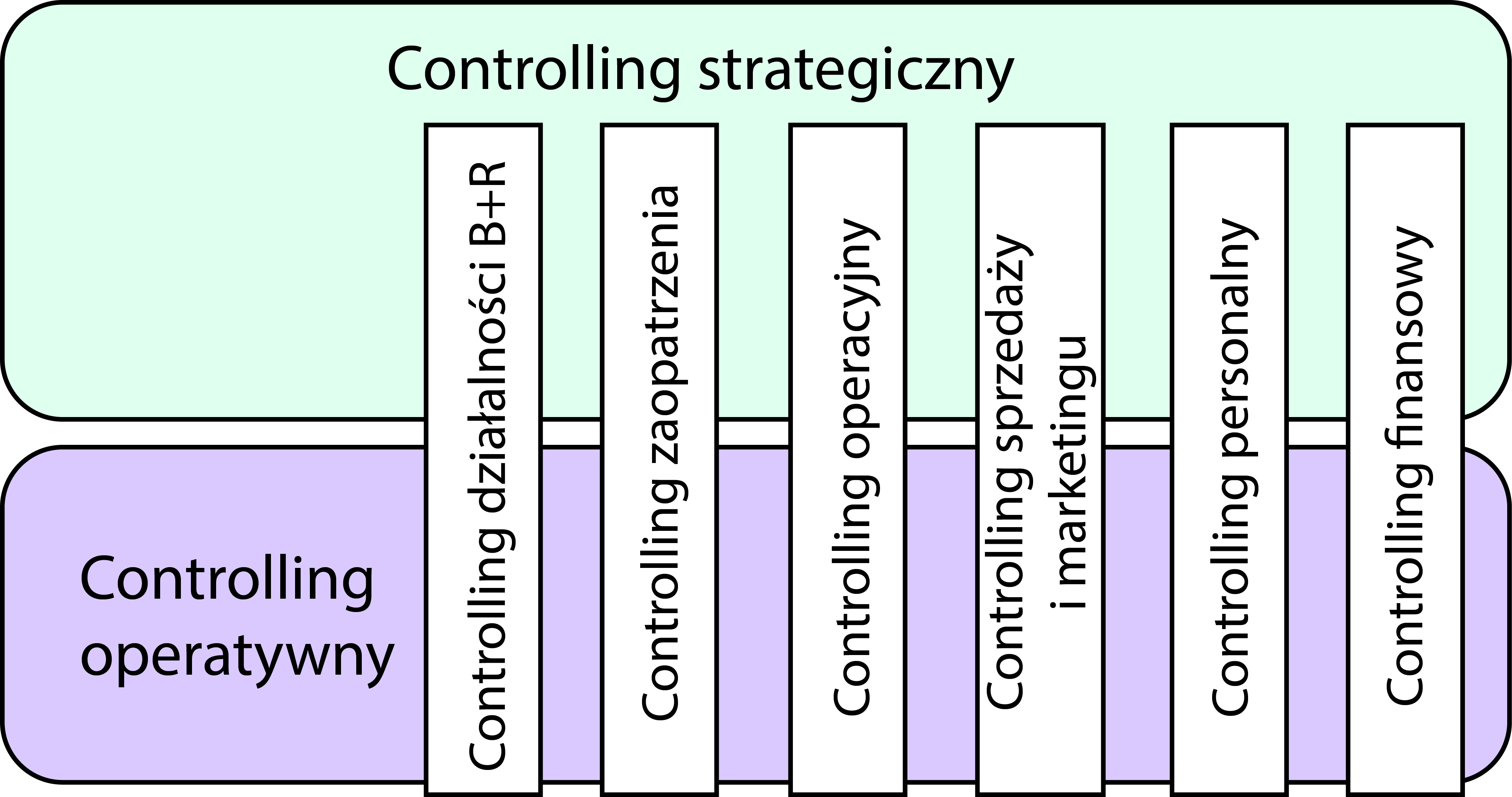
Relację między controllingiem funkcjonalnym a strategicznym i operatywnym

Na system controllingu przedsiębiorstwa składa się controlling strategiczny i controlling operatywny.
Controlling strategiczny nastawiony jest na wspomaganie zarządu przedsiębiorstwa w realizacji zamierzeń długookresowych – osiąganiu celów strategicznych. Controlling strategiczny jest zorientowany na przyszłość przedsiębiorstwa, interesuje go długookresowe zabezpieczenie egzystencji przedsiębiorstwa. Dlatego też interpretuje jego stan teraźniejszy, z punktu widzenia przyszłości i sugeruje odpowiednie działania dostosowawcze. W związku z tym zadaniem controllingu strategicznego jest pomiar długookresowych efektów działania przedsiębiorstwa, badanie szans i zagrożeń tkwiących w otoczeniu przedsiębiorstwa, określanie znaczących odchyleń otrzymywanych wyników od planu, a także reagowanie na zmiany wewnątrz przedsiębiorstwa.
Controlling operatywny skoncentrowany jest na bieżącym osiąganiu celów, a tym samym na wspieraniu sprawności działania przedsiębiorstwa. Głównym celem controllingu operatywnego jest utrzymanie bieżącej rentowności, płynności i efektywności przedsiębiorstwa, które umożliwia pomiar i analiza takich wielkości jak: przychody-nakłady, wpływy-wydatki, koszty-wyniki. Działania controllingu operatywnego nakierowane są na wnętrze przedsiębiorstwa, głównie w zakresie koordynacji procesów wewnętrznych, dokonując pomiaru ilościowych wielkości.
| Charakterystyczne cechy | Typ controllingu | Typ controllingu |
| Charakterystyczne cechy | Strategiczny | Operatywny |
| ----------------------- | --- | --- |
| Cele                    | Długofalowe planowanie strategiczne w zakresie wzrostu wartości przedsiębiorstwa (utrzymanie zdolności do osiągania zysku). Zabezpieczenie długookresowej egzystencji i rozwoju przedsiębiorstwa oraz niezbędnych potencjałów do osiągania sukcesu. | Sterowanie wynikiem ekonomicznym przedsiębiorstwa. Dbanie o rentowność, zysk, wyniki ekonomiczne.                                  |
| Orientacja              | Otoczenie przedsiębiorstwa: szybkie dopasowanie działalności przedsiębiorstwa do zmian zaistniałych w otoczeniu. | Wnętrze przedsiębiorstwa: regulacja wewnętrznych procesów przedsiębiorstwa.                                                        |
| Charakter zadań         | Uwzględnienie wielkości kwalitatywnych: wyznaczone cele oraz zadania mają jakościowy charakter, słabo ustrukturalizowany. | Uwzględnienie wielkości kwantytatywnych: cele i zadania wyrażone w wymiernych jednostkach; duża precyzja danych.                   |
| Przedmiot zadań         | Identyfikacja oraz ocena takich wielkości jak: - mocne i słabe strony przedsiębiorstwa, - szanse oraz zagrożenia przedsiębiorstwa na osiągnięcie „trwałych zysków”.                                                                                 | Identyfikacja i weryfikacja wielkości w układach: - przychody, - nakłady, - wpływy, - wydatki, - koszty, - wydajność – zyskowność. |
| Horyzont czasowy        | Z reguły długookresowy – od 3 lat – z góry nie jest ograniczony. | Z reguły: - krótkookresowy – kwartał, rok, - długookresowy – do trzech lat.                                                        |

Przy controllingu strategicznym główny nacisk położony jest na czynności antycypacyjne, realizowane dzięki mechanizmowi sprzężenia wyprzedzającego. Analiza porównawcza planów i stopnia ich realizacji jest domeną controllingu operatywnego, jednak występuje ona również w controllingu strategicznym, chociaż w mniejszym zakresie. Controlling operatywny koncentruje się przede wszystkim na sprzężeniu zwrotnym, użytecznym dla badania stopnia realizacji bieżących celów.
Rozwój systemu controllingu w przedsiębiorstwie zaowocował pojawieniem się obszarów controllingu odpowiedzialnych za poszczególne funkcje przedsiębiorstwa, zarówno te podstawowe, jak i wspierające. Obszary controllingu funkcyjnego przecinają niejako w poprzek system controllingu strategicznego i operatywnego, precyzując zadania controllingu poszczególnych obszarów. Każdy rodzaj controllingu funkcyjnego obejmuje swym zasięgiem zarówno działania długookresowe (strategiczne), jak i bieżące (operatywne). Jednak w zależności od rangi danej funkcji w konkretnym przedsiębiorstwie można mówić o różnym zakresie zadań związanych z controllingiem strategicznym bądź controllingiem operatywnym badanej funkcji. Kluczowym jednak zawsze pozostaje controlling strategiczny, który pełni nadrzędną rolę w stosunku do całego systemu controllingu w przedsiębiorstwie poprzez wyznaczanie zasad funkcjonowania controllingu, dekompozycję celów na poszczególne funkcje, a także koordynowanie pracy controllingu poszczególnych obszarów funkcyjnych.